# Portalrubio de Guadamejud
Portalrubio de Guadamejud är en kommun i Spanien.   Den ligger i provinsen Provincia de Cuenca och regionen Kastilien-La Mancha, i den centrala delen av landet, 90 km öster om huvudstaden Madrid. Arean är 21,0 kvadratkilometer.
Terrängen i Portalrubio de Guadamejud är huvudsakligen platt, men åt sydost är den kuperad.